# Großer Preis der USA 1971
Der Große Preis der USA 1971 (offiziell XIV United States Grand Prix) fand am 3. Oktober auf dem Watkins Glen Grand Prix Race Course und Watkins Glen statt und war das elfte und letzte Rennen der Automobil-Weltmeisterschaft 1971.

## Berichte

### Hintergrund
Nach diversen Umbauarbeiten präsentierte sich die Rennstrecke in Watkins Glen mit neuer Boxenanlage, verbesserten Sicherheitsmaßnahmen und einer Erweiterung auf 5,43 Kilometer Streckenlänge. Die Gegengerade wurde damals noch ohne Schikane befahren.
Bei Surtees wurde der krankheitsbedingt fehlende Stammfahrer Rolf Stommelen durch Gijs van Lennep und den Formel-1-Neuling Sam Posey ersetzt. Die beiden wechselten sich im Training in einem Wagen ab, wobei letztendlich der schnellere am Rennen teilnehmen durfte. Mike Hailwood nahm zum zweiten Mal in dieser Saison als Gaststarter in einem dritten Surtees-Werkswagen am Rennen teil.
Erstmals in der Saison vergab auch das Team Tyrrell ein Cockpit an einen Gaststarter. Peter Revson durfte den Wagen pilotieren, der Jackie Stewart in den bisherigen Rennen meist als T-Car gedient hatte.
B.R.M. setzte, wie schon beim Großen Preis von Kanada zwei Wochen zuvor, fünf Werkswagen ein, wobei der fünfte diesmal nicht von George Eaton, sondern von seinem Landsmann John Cannon pilotiert wurde, der somit zu seinem ersten und einzigen Grand-Prix-Einsatz kam. Seine einzige GP-Teilnahme absolvierte nun auch Chris Craft, der wegen technischer Probleme in Kanada nicht hatte starten können.
Mark Donohue teilte sich den Kunden-McLaren des Penske-White-Teams diesmal mit David Hobbs, da er gleichzeitig für ein zunächst wegen Regens verschobenes und nun am selben Wochenende stattfindendes USAC-Rennen gemeldet war. Gleiches galt für Mario Andretti, der ebenso wie Donohue zugunsten des USAC-Rennens auf den Grand-Prix-Start verzichtete.

### Training
Als Resultat des Trainings setzte sich die erste Startreihe erstmals in dieser Saison aus drei Fahrzeugen mit V8-Motoren zusammen, nämlich aus Pole-Setter Stewart sowie Emerson Fittipaldi und Denis Hulme. Dahinter qualifizierte sich mit Clay Regazzoni im Ferrari der beste Zwölfzylinder-Pilot neben dem zweiten Tyrrell von François Cevert.

### Rennen

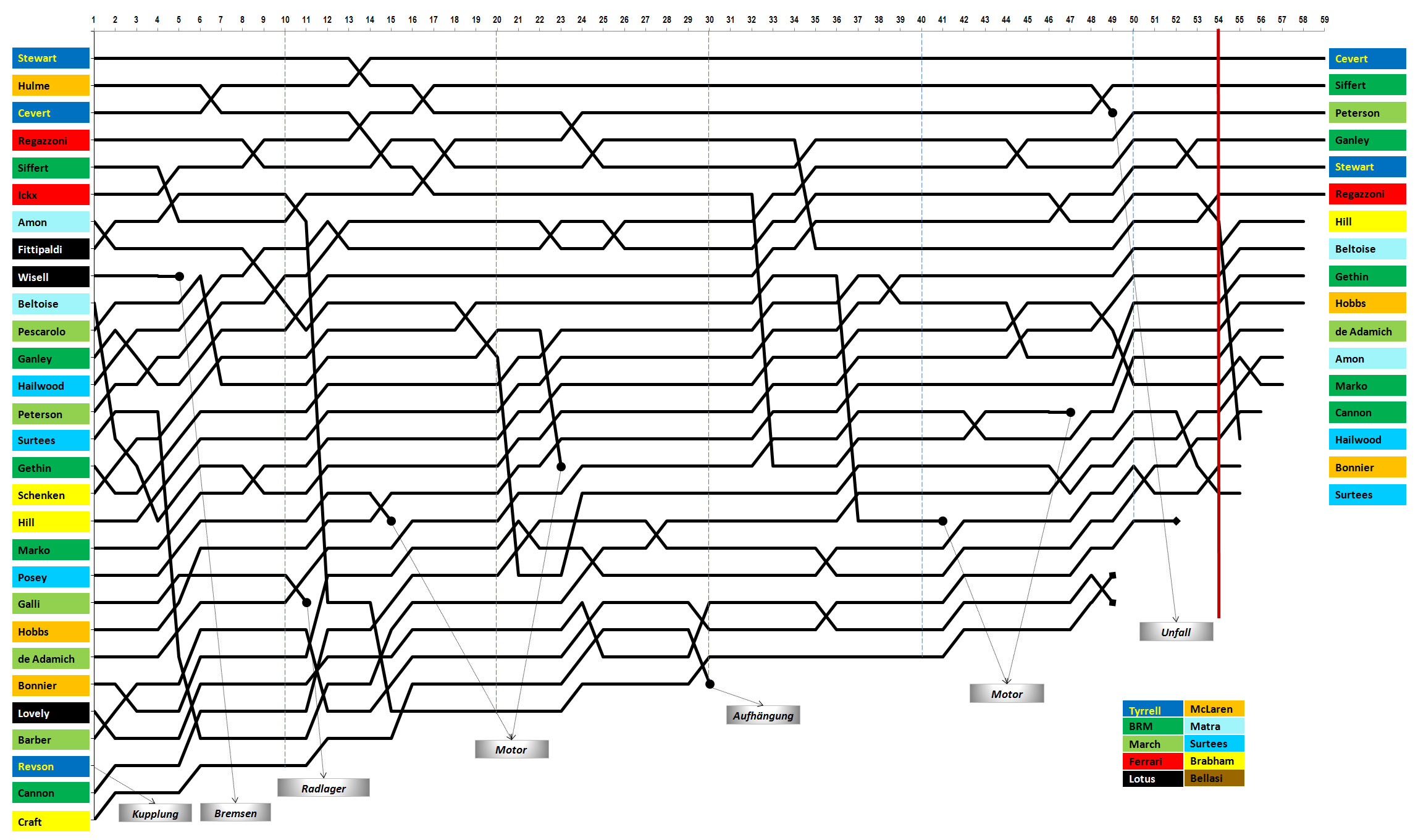
Rennverlauf

Stewart ging aus der Pole-Position in Führung. Dahinter folgten Hulme und der vom fünften Platz gut gestartete Cevert. Im Gegenzug fiel Fittipaldi durch einen schlechten Start auf den achten Rang zurück.
In der siebten Runde konnte Cevert zunächst Hulme überholen und schließlich in Runde 14 die Führung übernehmen, die er fortan nicht mehr abgab. Stewart hatte seinem Teamkollegen während des Überholmanövers kaum Widerstand geleistet, da er mit massivem Übersteuern seines Fahrzeugs zu kämpfen hatte. In den folgenden Runden fiel er weiter zurück, während sich Jacky Ickx stetig bis auf Rang zwei nach vorn arbeitete.
Bis zur vierzigsten Runde konnte Ickx mit Cevert mithalten, bevor er wegen einer defekten Lichtmaschine aufgeben musste. Dadurch gelangte Joseph Siffert auf Rang zwei und Ronnie Peterson auf den dritten Rang. Howden Ganley schaffte es ebenfalls noch, den strauchelnden Stewart abzufangen und wurde somit vor diesem Vierter.
Cevert durfte schließlich nach 59 Runden seinen ersten und einzigen Grand-Prix-Sieg feiern. Es handelte sich um den ersten Sieg eines französischen Fahrers seit dem Erfolg von Maurice Trintignant beim Großen Preis von Monaco 1958.
Da der Große Preis von Mexiko wegen der Vorkommnisse des Vorjahres ab diesem Jahr vorläufig nicht mehr ausgerichtet wurde, war der offizielle Teil der Formel-1-Weltmeisterschaft 1971 beendet. Es folgte lediglich noch ein nicht zur WM zählendes Rennen in Brands Hatch, bei dem Siffert tödlich verunglückte.

## Meldeliste
| Team                        | Nr. | Fahrer               | Chassis       | Motor                    | Reifen |
| --------------------------- | --- | -------------------- | ------------- | ------------------------ | ------ |
| Gold Leaf Team Lotus        | 02  | Emerson Fittipaldi   | Lotus 72D     | Ford Cosworth DFV 3.0 V8 | F      |
| Gold Leaf Team Lotus        | 03  | Reine Wisell         | Lotus 72D     | Ford Cosworth DFV 3.0 V8 | F      |
| Scuderia Ferrari SpA SEFAC  | 04  | Jacky Ickx           | Ferrari 312B2 | Ferrari 001/1 3.0 F12    | F      |
| Scuderia Ferrari SpA SEFAC  | 04  | Jacky Ickx           | Ferrari 312B  | Ferrari 001 3.0 F12      | F      |
| Scuderia Ferrari SpA SEFAC  | 05  | Clay Regazzoni       | Ferrari 312B2 | Ferrari 001/1 3.0 F12    | F      |
| Scuderia Ferrari SpA SEFAC  | 06  | Mario Andretti       | Ferrari 312B2 | Ferrari 001/1 3.0 F12    | F      |
| Bruce McLaren Motor Racing  | 07  | Denis Hulme          | McLaren M19A  | Ford Cosworth DFV 3.0 V8 | G      |
| Elf Team Tyrrell            | 08  | Jackie Stewart       | Tyrrell 003   | Ford Cosworth DFV 3.0 V8 | G      |
| Elf Team Tyrrell            | 09  | François Cevert      | Tyrrell 002   | Ford Cosworth DFV 3.0 V8 | G      |
| Elf Team Tyrrell            | 10  | Peter Revson         | Tyrrell 001   | Ford Cosworth DFV 3.0 V8 | G      |
| Equipe Matra Sports         | 11  | Chris Amon           | Matra MS120B  | Matra MS71 3.0 V12       | G      |
| Equipe Matra Sports         | 12  | Jean-Pierre Beltoise | Matra MS120B  | Matra MS71 3.0 V12       | G      |
| Yardley Team B.R.M.         | 14  | Joseph Siffert       | BRM P160      | BRM P142 3.0 V12         | F      |
| Yardley Team B.R.M.         | 15  | Peter Gethin         | BRM P160      | BRM P142 3.0 V12         | F      |
| Yardley Team B.R.M.         | 16  | Howden Ganley        | BRM P160      | BRM P142 3.0 V12         | F      |
| Yardley Team B.R.M.         | 17  | Helmut Marko         | BRM P160      | BRM P142 3.0 V12         | F      |
| Yardley Team B.R.M.         | 28  | John Cannon          | BRM P153      | BRM P142 3.0 V12         | F      |
| Rob Walker/Team Surtees     | 18  | John Surtees         | Surtees TS9   | Ford Cosworth DFV 3.0 V8 | F      |
| Team Surtees                | 19  | Sam Posey            | Surtees TS9   | Ford Cosworth DFV 3.0 V8 | F      |
| Team Surtees                | 19  | Gijs van Lennep      | Surtees TS9   | Ford Cosworth DFV 3.0 V8 | F      |
| Team Surtees                | 20  | Mike Hailwood        | Surtees TS9   | Ford Cosworth DFV 3.0 V8 | F      |
| Frank Williams Racing Cars  | 21  | Henri Pescarolo      | March 711     | Ford Cosworth DFV 3.0 V8 | G      |
| Motor Racing Developments   | 22  | Graham Hill          | Brabham BT34  | Ford Cosworth DFV 3.0 V8 | G      |
| Motor Racing Developments   | 23  | Tim Schenken         | Brabham BT33  | Ford Cosworth DFV 3.0 V8 | G      |
| Ecurie Evergreen            | 24  | Chris Craft          | Brabham BT33  | Ford Cosworth DFV 3.0 V8 | G      |
| STP March Racing Team       | 25  | Ronnie Peterson      | March 711     | Ford Cosworth DFV 3.0 V8 | F      |
| STP March Racing Team       | 26  | Nanni Galli          | March 711     | Ford Cosworth DFV 3.0 V8 | F      |
| STP March Racing Team       | 27  | Andrea de Adamich    | March 711     | Alfa Romeo T33 3.0 V8    | F      |
| Ecurie Bonnier              | 29  | Joakim Bonnier       | McLaren M7C   | Ford Cosworth DFV 3.0 V8 | G      |
| Pete Lovely Volkswagen Inc. | 30  | Pete Lovely          | Lotus 49      | Ford Cosworth DFV 3.0 V8 | F      |
| Penske-White Racing         | 31  | Mark Donohue         | McLaren M19A  | Ford Cosworth DFV 3.0 V8 | G      |
| Penske-White Racing         | 31  | David Hobbs          | McLaren M19A  | Ford Cosworth DFV 3.0 V8 | G      |
| Gene Mason Racing           | 33  | Skip Barber          | March 711     | Ford Cosworth DFV 3.0 V8 | F      |

Anmerkungen
1. ↑  Ickx wechselte während des Trainings vom Ferrari 312B2 in den 312B und nahm mit diesem auch am Rennen teil.

## Klassifikationen

### Startaufstellung
| Pos. | Fahrer               | Konstrukteur     | Zeit     | Ø-Geschwindigkeit | Start |
| ---- | -------------------- | ---------------- | -------- | ----------------- | ----- |
| 01   | Jackie Stewart       | Tyrrell-Ford     | 1:42,642 | 190,448 km/h      | 01    |
| 02   | Emerson Fittipaldi   | Lotus-Ford       | 1:42,659 | 190,417 km/h      | 02    |
| 03   | Denis Hulme          | McLaren-Ford     | 1:42,925 | 189,925 km/h      | 03    |
| 04   | Clay Regazzoni       | Ferrari          | 1:43,002 | 189,783 km/h      | 04    |
| 05   | François Cevert      | Tyrrell-Ford     | 1:43,152 | 189,507 km/h      | 05    |
| 06   | Mario Andretti       | Ferrari          | 1:43,195 | 189,428 km/h      | DNS   |
| 07   | Joseph Siffert       | B.R.M.           | 1:43,468 | 188,928 km/h      | 06    |
| 08   | Jacky Ickx           | Ferrari          | 1:43,843 | 188,246 km/h      | 07    |
| 09   | Chris Amon           | Matra            | 1:43,970 | 188,016 km/h      | 08    |
| 10   | Reine Wisell         | Lotus-Ford       | 1:44,024 | 187,918 km/h      | 09    |
| 11   | Jean-Pierre Beltoise | Matra            | 1:44,067 | 187,841 km/h      | 10    |
| 12   | Ronnie Peterson      | March-Ford       | 1:44,193 | 187,613 km/h      | 11    |
| 13   | Howden Ganley        | B.R.M.           | 1:44,430 | 187,188 km/h      | 12    |
| 14   | John Surtees         | Surtees-Ford     | 1:44,908 | 186,335 km/h      | 13    |
| 15   | Mike Hailwood        | Surtees-Ford     | 1:45,094 | 186,005 km/h      | 14    |
| 16   | Tim Schenken         | Brabham-Ford     | 1:45,110 | 185,977 km/h      | 15    |
| 17   | Helmut Marko         | B.R.M.           | 1:45,204 | 185,810 km/h      | 16    |
| 18   | Sam Posey            | Surtees-Ford     | 1:45,267 | 185,699 km/h      | 17    |
| 19   | Mark Donohue         | McLaren-Ford     | 1:45,378 | 185,504 km/h      | DNS   |
| 20   | Graham Hill          | Brabham-Ford     | 1:45,448 | 185,380 km/h      | 18    |
| 21   | Peter Revson         | Tyrrell-Ford     | 1:45,515 | 185,263 km/h      | 19    |
| 22   | Henri Pescarolo      | March-Ford       | 1:45,568 | 185,170 km/h      | 20    |
| 23   | Peter Gethin         | B.R.M.           | 1:45,729 | 184,888 km/h      | 21    |
| 24   | David Hobbs          | McLaren-Ford     | 1:46,270 | 183,947 km/h      | 22    |
| 25   | Nanni Galli          | March-Ford       | 1:46,608 | 183,363 km/h      | 23    |
| 26   | John Cannon          | B.R.M.           | 1:47,471 | 181,891 km/h      | 24    |
| 27   | Skip Barber          | March-Ford       | 1:47,673 | 181,550 km/h      | 25    |
| 28   | Andrea de Adamich    | March-Alfa Romeo | 1:47,952 | 181,080 km/h      | 26    |
| 29   | Gijs van Lennep      | Surtees-Ford     | 1:48,029 | 180,951 km/h      | DNS   |
| 30   | Chris Craft          | Brabham-Ford     | 1:48,698 | 179,838 km/h      | 27    |
| 31   | Joakim Bonnier       | McLaren-Ford     | 1:49,391 | 178,698 km/h      | 28    |
| 32   | Pete Lovely          | Lotus-Ford       | 1:52,140 | 174,318 km/h      | 29    |

### Rennen
| Pos. | Fahrer               | Konstrukteur     | Runden | Stopps | Zeit        | Start | Schnellste Runde |
| ---- | -------------------- | ---------------- | ------ | ------ | ----------- | ----- | ---------------- |
| 01   | François Cevert      | Tyrrell-Ford     | 59     | 0      | 1:43:51,991 | 05    | 1:43,538         |
| 02   | Joseph Siffert       | B.R.M.           | 59     | 0      | + 40,062    | 06    | 1:43,766         |
| 03   | Ronnie Peterson      | March-Ford       | 59     | 0      | + 44,070    | 11    | 1:44,095         |
| 04   | Howden Ganley        | B.R.M.           | 59     | 0      | + 56,749    | 12    | 1:44,134         |
| 05   | Jackie Stewart       | Tyrrell-Ford     | 59     | 0      | + 1:00,003  | 01    | 1:45,009         |
| 06   | Clay Regazzoni       | Ferrari          | 59     | 0      | + 1:16,426  | 04    | 1:44,594         |
| 07   | Graham Hill          | Brabham-Ford     | 58     | 0      | + 1 Runde   | 18    | 1:45,265         |
| 08   | Jean-Pierre Beltoise | Matra            | 58     | 0      | + 1 Runde   | 10    | 1:45,411         |
| 09   | Peter Gethin         | B.R.M.           | 58     | 0      | + 1 Runde   | 21    | 1:46,002         |
| 10   | David Hobbs          | McLaren-Ford     | 58     | 0      | + 1 Runde   | 22    | 1:46,145         |
| 11   | Andrea de Adamich    | March-Alfa Romeo | 57     | 0      | + 2 Runden  | 26    | 1:46,831         |
| 12   | Chris Amon           | Matra            | 57     | 1      | + 2 Runden  | 08    | 1:44,932         |
| 13   | Helmut Marko         | B.R.M.           | 57     | 0      | + 2 Runden  | 16    | 1:45,543         |
| 14   | John Cannon          | B.R.M.           | 56     | 0      | + 3 Runden  | 24    | 1:47,536         |
| 15   | Mike Hailwood        | Surtees-Ford     | 54     | 0      | DNF         | 14    | 1:45,107         |
| 16   | Joakim Bonnier       | McLaren-Ford     | 54     | 0      | DNF         | 28    | 1:48,371         |
| 17   | John Surtees         | Surtees-Ford     | 54     | 0      | + 5 Runden  | 13    | 1:45,094         |
| –    | Skip Barber          | March-Ford       | 52     | 0      | NC          | 25    | 1:47,200         |
| –    | Jacky Ickx           | Ferrari          | 52     | 0      | DNF         | 07    | 1:43,474 (43.)   |
| –    | Emerson Fittipaldi   | Lotus-Ford       | 49     | 1      | NC          | 02    | 1:44,990         |
| –    | Pete Lovely          | Lotus-Ford       | 49     | 0      | NC          | 29    | 1:54,782         |
| –    | Denis Hulme          | McLaren-Ford     | 47     | 1      | DNF         | 03    | 1:43,888         |
| –    | Tim Schenken         | Brabham-Ford     | 41     | 0      | DNF         | 15    | 1:45,705         |
| –    | Chris Craft          | Brabham-Ford     | 30     | 0      | DNF         | 27    | 1:47,919         |
| –    | Henri Pescarolo      | March-Ford       | 23     | 0      | DNF         | 20    | 1:46,755         |
| –    | Sam Posey            | Surtees-Ford     | 15     | 0      | DNF         | 17    | 1:48,039         |
| –    | Nanni Galli          | March-Ford       | 11     | 0      | DNF         | 23    | 1:48,701         |
| –    | Reine Wisell         | Lotus-Ford       | 5      | 0      | DNF         | 09    | 1:46,878         |
| –    | Peter Revson         | Tyrrell-Ford     | 1      | 0      | DNF         | 19    | 2:38,151         |

## WM-Stände nach dem Rennen
Die ersten sechs des Rennens bekamen 9, 6, 4, 3, 2, 1 Punkt(e). Die besten fünf Ergebnisse der ersten sechs Rennen und die besten vier der letzten fünf Rennen zählten zur Meisterschaft. In der Konstrukteurswertung zählten dabei nur die Punkte des bestplatzierten Fahrers eines Teams.

### Fahrerwertung
| Pos. | Fahrer               | Konstrukteur                       | Punkte |
| ---- | -------------------- | ---------------------------------- | ------ |
| 01   | Jackie Stewart       | Tyrrell-Ford                       | 62     |
| 02   | Ronnie Peterson      | March-Ford                         | 33     |
| 03   | François Cevert      | Tyrrell-Ford                       | 26     |
| 04   | Jacky Ickx           | Ferrari                            | 19     |
| 05   | Joseph Siffert       | B.R.M.                             | 19     |
| 06   | Emerson Fittipaldi   | Lotus-Pratt & Whitney / Lotus-Ford | 16     |
| 07   | Clay Regazzoni       | Ferrari                            | 13     |
| 08   | Mario Andretti       | Ferrari                            | 12     |
| 09   | Peter Gethin         | B.R.M. / McLaren-Ford              | 9      |
| 10   | Pedro Rodríguez †    | B.R.M.                             | 9      |
| 11   | Chris Amon           | Matra                              | 9      |
| 12   | Denis Hulme          | McLaren-Ford                       | 9      |
| 13   | Reine Wisell         | Lotus-Pratt & Whitney / Lotus-Ford | 9      |
| 14   | Howden Ganley        | B.R.M.                             | 5      |
| 15   | Tim Schenken         | Brabham-Ford                       | 5      |
| 16   | Mark Donohue         | McLaren-Ford                       | 4      |
| 17   | Henri Pescarolo      | March-Ford                         | 4      |
| 18   | Rolf Stommelen       | Surtees-Ford                       | 3      |
| 19   | John Surtees         | Surtees-Ford                       | 3      |
| 20   | Mike Hailwood        | Surtees-Ford                       | 2      |
| 21   | Graham Hill          | Brabham-Ford                       | 2      |
| 22   | Jean-Pierre Beltoise | Matra                              | 1      |
| 23   | Brian Redman         | Surtees-Ford                       | 0      |
| 24   | Gijs van Lennep      | Surtees-Ford                       | 0      |
| 25   | Jackie Oliver        | McLaren-Ford                       | 0      |

| Pos. | Fahrer             | Konstrukteur              | Punkte |
| ---- | ------------------ | ------------------------- | ------ |
| 26   | Joakim Bonnier     | McLaren-Ford              | 0      |
| 27   | David Hobbs        | McLaren-Ford              | 0      |
| 28   | Nanni Galli        | March-Alfa Romeo          | 0      |
| 29   | Vic Elford         | B.R.M.                    | 0      |
| 30   | Helmut Marko       | B.R.M.                    | 0      |
| 31   | Andrea de Adamich  | March-Alfa Romeo          | 0      |
| 32   | François Mazet     | March-Ford                | 0      |
| 33   | John Cannon        | B.R.M.                    | 0      |
| 34   | George Eaton       | B.R.M.                    | 0      |
| –    | Dave Charlton      | Lotus-Ford / Brabham-Ford | 0      |
| –    | John Love          | March-Ford                | 0      |
| –    | Jackie Pretorius   | Brabham-Ford              | 0      |
| –    | Àlex Soler-Roig    | March-Ford                | 0      |
| –    | Skip Barber        | March-Ford                | 0      |
| –    | Dave Walker        | Lotus-Pratt & Whitney     | 0      |
| –    | Max Jean           | March-Ford                | 0      |
| –    | Derek Bell         | Surtees-Ford              | 0      |
| –    | Mike Beuttler      | March-Ford                | 0      |
| –    | Niki Lauda         | March-Ford                | 0      |
| –    | Jean-Pierre Jarier | March-Ford                | 0      |
| –    | Silvio Moser       | Belassi-Ford              | 0      |
| –    | Pete Lovely        | Lotus-Ford                | 0      |
| –    | Chris Craft        | Brabham-Ford              | 0      |
| –    | Sam Posey          | Surtees-Ford              | 0      |
| –    | Peter Revson       | Tyrrell-Ford              | 0      |

### Konstrukteurswertung
| Pos. | Konstrukteur | Punkte  |
| ---- | ------------ | ------- |
| 01   | Tyrrell-Ford | 73      |
| 02   | B.R.M.       | 36      |
| 03   | Ferrari      | 33      |
| 04   | March-Ford   | 33 (34) |
| 05   | Lotus-Ford   | 21      |
| 06   | McLaren-Ford | 10      |

| Pos. | Konstrukteur     | Punkte |
| ---- | ---------------- | ------ |
| 07   | Matra            | 9      |
| 08   | Surtees-Ford     | 8      |
| 09   | Brabham-Ford     | 5      |
| 10   | March-Alfa Romeo | 0      |
| –    | Bellasi-Ford     | 0      |